# Еловдол (Софийская область)
Еловдол (болг. Еловдол) — село в Болгарии. Находится в Софийской области, входит в общину Ботевград. Население составляет 41 человек (2022).

## Политическая ситуация
Кмет (мэр) общины Ботевград — Георги Цветанов Георгиев (коалиция партий:гражданский союз за новую Болгарию, национальное движение «Симеон Второй» (НДСВ), Болгарская социал-демократия (БСД)) по результатам выборов.